# 고추냉이
고추냉이 또는 일본어식 표현인 와사비(일본어: 山葵, 영어: wasabi, Japanese horseradish)는 배추과의 식물로, 일본 요리에서 뿌리를 갈아서 양념으로 쓴다. 이웃한 배추과의 식물은 겨자무와 겨자 등이 있다. 뿌리를 간 매운 맛은 겨자와 비슷하지만 고추에 들어 있는 캡사이신과는 또 다른데, 혀를 자극하기보다는 증기가 코로 올라오면서 자극하기 때문이다. 시장에서 흔히 볼 수 있는 것은 W. japonica var. Daruma와 Mazuma 두 종류이며 매우 다양한 품종이 있다.

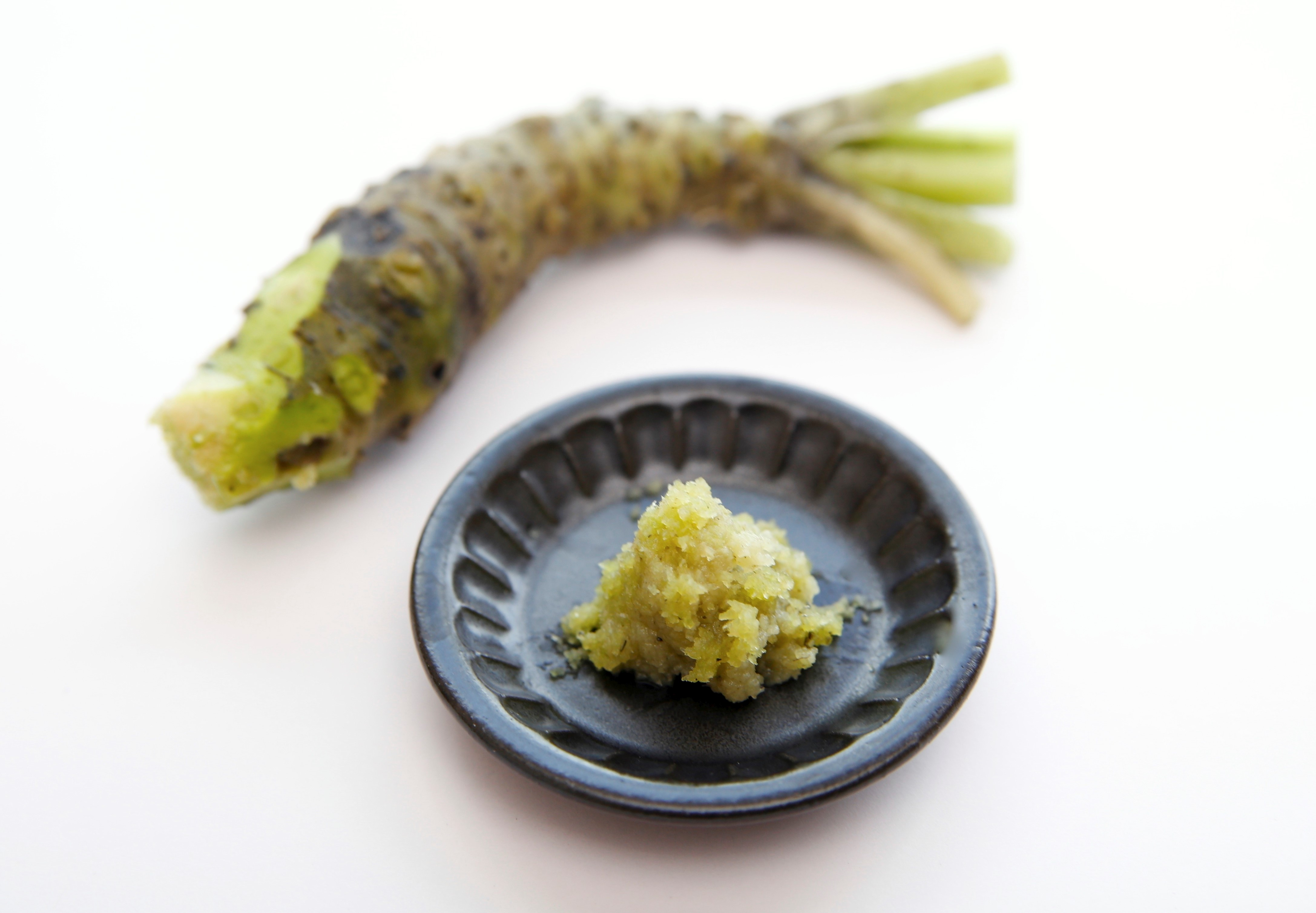
고추냉이

## 이름
일본어 ‘와사비’의 옛 형태중 가장 오래된 문헌 자료로는 아스카촌에서 출토된 목간에 적힌 ‘委佐俾’와 《본초화명》(918)에 기록돼 있는 ‘和佐比’ 등이 있다. 한국어 이름 ‘고추냉이’는 울릉도에서 부르는 이름인 ‘고초냉이’를 바탕으로 붙인 이름이다. 한때 울릉도의 고초냉이는 자생종으로 여겨졌으나 이후 일본에서 도입된 재배종으로 밝혀졌다.
신현철과 김영동은 Eutrema japonicum을 ‘겨자냉이’로 부를 것을 제안하였다.

## 성분
고추냉이의 매운 맛의 성분은 갓 등 배추과 식물이 많이 포함하고 있는 유기당체(油配糖体) 중 하나인 시니그린(sinigrin)이 산소에 접촉하여 세포에 있는 효소와의 반응에 따라 생성되는 이소티오시안산 알킬(Allyl isothiocyanate) 등이며, 살균 효과도 있다. 스시에 쓰이기도 하며, 주로 간장에 섞어서 쓴다.
고추의 매운 맛의 성분인 캡사이신과는 성분이 전혀 다르다.